# Ambonus variatus
Ambonus variatus är en skalbaggsart som först beskrevs av Newman 1841.  Ambonus variatus ingår i släktet Ambonus och familjen långhorningar. Inga underarter finns listade i Catalogue of Life.